# ديفيد تشوكاتشي
ديفيد تشوكاتشي (بالإنجليزية: David Chokachi)‏ مواليد 16 يناير 1968 في بليموث، ماساتشوستس، الولايات المتحدة، هو ممثل أمريكي بدأ مسيرته الفنية سنة 1995.

## الأعمال
- بيواتش
- فجأة سوزان
- الساحرة المراهقة سابرينا

## وصلات خارجية
- ديفيد تشوكاتشي على موقع IMDb (الإنجليزية)
- ديفيد تشوكاتشي على موقع أول موفي (الإنجليزية)
- ديفيد تشوكاتشي على موقع إن إن دي بي (الإنجليزية)
- ديفيد تشوكاتشي على موقع قاعدة بيانات الفيلم (الإنجليزية)